# نبيل عمار
نبيل عمّار (بالفرنسية: Nabil Ammar)‏ ولد في 7 سبتمبر 1965 في تونس العاصمة ، هو دبلوماسي وسياسي تونسي، تولى عديد المناصب الدبلوماسية في تونس كان منها منصب سفير لتونس لدي بلجيكا والمملكة المتحدة.
قرر الرئيس قيس سعيد في 7 فبراير 2023 تعيينه في منصب وزير الشؤون الخارجية و الهجرة و التونسيين بالخارج خلفا لعثمان الجرندي.

## السيرة الذاتية
نبيل عمّار هو نجل عبد الحميد عمار السفير السابق و القيادي في الحزب الاشتراكي الدستوري الحزب الحاكم سابقا والمدير بوزارة الشباب والرياضة و شقيق كل من الحبيب عمار وزير السياحة الاسبق والمصرفي خليل عمار . نبيل عمار خريج في الاقتصاد والإدارة من جامعة بانتيون سوربون والمدرسة الوطنية للإدارة في تونس ومعهد الدفاع الوطني .
في عام 1991 ، التحق بوزارة الخارجية ثم عمل في وزارة التعاون الدولي والاستثمارات الخارجية من عام 1992 إلى عام 1995 . في عام 1998 ، أصبح وزيرًا مفوضًا في السفارة التونسية في النمسا ونائبًا للمندوب الدائم لتونس لدى الأمم المتحدة في فيينا .
بعد عودته إلى تونس عام 2000 ، تولى مسؤوليات مختلفة في الوزارة ، قبل أن يصبح وزيراً مفوضاً في السفارة التونسية في إيطاليا ونائباً للمندوب الدائم لدى منظمة الأغذية والزراعة التابعة للامم المتحدة . بعد عامين ، أصبح قائماً بالأعمال ، ورئيساً للبعثة التونسية في النرويج ، ثم مستشاراً للوزير في 2011. وبقي في الوزارة حتى ديسمبر 2012 وتعيينه سفيراً لدى المملكة المتحدة [1]. خلال فترة ولايته التي انتهت في عام 2017 ، واجه أزمة هجوم سوسة الذي أودى بحياة 30 سائحًا بريطانيًا في عام 2015 . في العام نفسه كان إعلان منح لجنة الرباعي الراعي للحوار الوطني جائزة نوبل للسلام .
في عام 2019 التحق بالمديرية العامة للاتحاد الأوروبي التابعة لوزارة الخارجية .
قبيل توليه منصبه كوزير ، عمل سفيرا لتونس لدى الاتحاد الأوروبي وبلجيكا في بروكسل .

## تعيينه وزيرا الخارجية
قرر الرئيس قيس سعيد اعفاء عثمان الجرندي من منصبه نتيجة السياسة الدبلوماسية الفاشلة التي إتبعها و خاصة عدم قدرته على تدعيم وجهة النظر التونسية في الخارج بعد قرارات 25 يوليو الرئاسية ، لذلك فقد بحث الرئيس سعيد عن شخصية دبلوماسية ذات كفاءة و خبرة لهذا المنصب و هو أكده تعيينه لنبيل عمّار في منصب وزير الخارجية في 7 فبراير 2023 من خلال حاجة الدبلوماسية التونسية إلى شخصية سياسية لديها شبكة علاقات واسعة من شأنها أن تحسّن تواصل تونس مع محيطيها الإقليمي والعالمي، وتجاوز مرحلة الجمود القائمة في العلاقات بملفات ساخنة على غرار أزمة الهجرة غير النظامية، وامتصاص الضغوط الخارجية المسلطة من الولايات المتحدة والاتحاد الأوروبي الحلفاء التقليديين للبلاد بخصوص الوضع السياسي والاقتصادي في تونس بعد قرارات 25 يوليو 2021 .

## حياته الخاصة
نبيل عمّار متزوج و اب لبنتين .